# Viaggio al Congo e ritorno dal Ciad
Viaggio al Congo e ritorno dal Ciad è un diario di André Gide pubblicato nel 1927 da Éditions Gallimard, che racconta un viaggio fatto dallo scrittore dal luglio 1926 al maggio 1927 nell'Africa equatoriale francese partendo dalla foce del Congo fino al lago Ciad.
La sincerità del racconto offre, oltre a una preziosa descrizione della metà degli anni venti, un vero atto d'accusa contro le pratiche delle società commerciali - e per inciso dell'amministrazione - nei confronti dei neri. Il libro suscita forti emozioni e conduce anche a riforme in seguito.

## Trama
Durante la lenta risalita del fiume Congo, André Gide afferma di essere offuscato dalla "monotonia" del cielo equatoriale, sempre grigio, dalla "monotonia" dei paesaggi, dove l'occhio non cattura mai alcuna linea dell'orizzonte, dalla "monotonia" dei villaggi e persino delle persone. Questa impressione dura fino a quando lascia la savana boscosa, verso Fort-Archambault, nel sud del Ciad, dove, appena sceso dalla barca, Gide nota lo stato triste delle popolazioni.
Alla fine raggiunge dei villaggi degni del loro nome avvicinandosi a Bangui. Allo stesso tempo scopre le pratiche indegne (specifiche dell'area forestale) delle società concessionarie che brutalizzano e truffano i nativi, loro dipendenti, spesso reclutati con la forza. Poi si accorge di qualcosa che aveva immaginato durante l'attraversamento del Congo, ma che gli esplode in faccia quando penetra ulteriormente nella grande foresta, tra Bangui e Bouar: gli amministratori coloniali posti sotto i governatori coprono per la maggior parte del tempo questi abusi. In diverse occasioni, osserva il lavoro forzato, generalmente sponsorizzato dall'amministrazione stessa. Si tratta di compiti di interesse generale, spesso lavori stradali, ma imposti in condizioni disumane da agenti di ritrasmissione e guardie. Gide vede gli abitanti dei villaggi nascondersi all'arrivo della sua troupe, per paura del reclutamento per il lavoro forzato, come gli sarà confermato. In generale, è colpito dalla condiscendenza, persino dal disprezzo della maggioranza dei bianchi per i neri, e ancor più indignato dall'abitudine assunta dagli europei, a seguito del deprezzamento del franco durante la Grande guerra, di pagare sistematicamente in moneta i prodotti locali, quindi a spese dei produttori indigeni.
Tuttavia, ha alcune sorprese felici. Osserva il successo delle piantagioni singole di cotone contrapposte alle piantagioni collettive, chiamate dagli stessi nativi "piantagioni-me-ne-infischio". In diverse occasioni, partendo da Bouar, per il sud del Ciad, poi avvicinandosi al Lago Ciad, nota che le persone diventano altezzose a causa dell'aridezza dei paesaggi, ma anche dell'influenza dell'Islam.
Gide è felice della discesa dal Chari, anche se Fort-Lamy lo rattrista. Il Lago Ciad lo incanta e lo stupisce, in particolare per l'assenza di profondità (mai maggiore dell'altezza di un uomo) e per i ciuffi di papiro che, mossi da un vento mutevole e impetuoso, migrano costantemente, liberando un'area per inserirsi in un'altra. Mentre nella foresta ha solo inseguito delle farfalle, Gide, in questa regione, alla fine, si impegna nella caccia grossa.
Fin dal principio nel libro, Gide offre frequenti descrizioni dei caratteri molto diversi delle persone e dei villaggi attraversati.
Più volte, lo scrittore conduce indagini per chiarire i casi di maltrattamenti sui nativi senza mettere in discussione il principio coloniale, ma denunciando il regime seguito dalle maggiori società concessionarie e la complicità degli agenti locali dell'amministrazione coloniale. Presto saprà che Parigi è a conoscenza di queste pratiche, ma anche che i ministeri responsabili controllano queste informazioni.

## Analisi dell'opera
Gide descrive freddamente, senza compiacimento, il comportamento delle persone, come la mediocrità o la bellezza dei villaggi e dei paesaggi attraversati. La reazione oltraggiata della Destra, alla pubblicazione del libro, ricorda che ciò che oggi può sembrare una tiepida critica al colonialismo costituì all'epoca, in una certa misura, un attacco scandaloso agli interessi francesi. Tuttavia, in nessun momento Gide ha denunciato il colonialismo in blocco.

Al contrario: è preoccupato per l'indebolimento dell'autorità dei bianchi - in particolare in Ciad -, del rischio
perché 
 La missione civilizzatrice della Francia è spesso menzionata da André Gide, che intende ricordare a tutti le proprie responsabilità: i sacrifici devono essere compiuti dalle popolazioni africane in nome del futuro benessere della comunità; la Francia non dovrebbe abbandonare le sue prerogative ai concessionari, spesso molto criticati per la loro pericolosa avidità; gli amministratori competenti devono essere in grado di limitare l'azione dannosa di alcuni avventurieri in cerca di denaro. Per sostenere il suo punto, Gide prende ad esempio il governatore di Oubangui-Chari, Lamblin, responsabile recentemente nominato, che agisce con grande opportunità; così come la decisione nel 1926 di Marcel de Coppet, capo di stato maggiore del governatore del Ciad, di stabilire un prezzo decente per le produzioni locali.
Il viaggio in Congo è seguito l'anno dopo dal Ritorno dal Ciad, che racconta la fine del viaggio.
Gide trascorre il suo viaggio in compagnia di Marc Allégret, che riporta un film di media durata, Voyage au Congo .

## Sommario e passaggi

### Capitolo 1: Gli Scali
André Gide percorre la costa africana in barca dal 26 luglio all'11 agosto 1925 e si ferma a:
Dakar, Conakry, Grand-Bassam, Libreville, Port-Gentil, Mayoumba, Pointe-Noire, Matadi, Kinshasa (Léopoldville), Brazzaville, Stanley-Pool.

### Capitolo 2: La lenta ascesa del fiume
La spedizione percorre il fiume Congo su una nave baleniera dal 5 al 29 settembre e si ferma a:
Stanley-Pool, Tchoumbiri, Bolobo, N'kounda, Irébou, lac Tomba, Eala, Liranga, Coquilhatville, Bobolo, Impfondo, Bétou, Dongou, Laenza, Boma-Matangé, Mongoumba, Bangui.
L'obiettivo è arrivare a Fort-Archambault da Marcel de Coppet per Natale.

### Capitolo 3: In macchina
Viene ricevuto dal governatore Auguste Lamblin. Compie un giro in macchina nelle terre di Oubangui-Chari dal 29 settembre al 17 ottobre fermandosi a:
Bouali, Fort-Sibut, Grimari, Bambari, Moussareu, Foroumbala, Bangassou, Bambari, Fort-Crampel, M'béré, Fort-Sibut.

### Capitolo 4: La grande foresta tra Bangui e Nola
Percorre il fiume Oubangui dal 18 ottobre al 4 novembre e si ferma a:
M'Baïki, Boda, N'goto, Bambio, Bakongo, N'délé, Dokundja-Bita, Katakouo, Kongourou, Nola.

### Capitolo 5: Da Nola a Bosoum
Parte per una spedizione a piedi con i facchini (in tipoye) dal 5 novembre all'8 dicembre e si ferma a:
Nola, Gama, Mokéto, M'bengué, Sapoua, Pakori, Berbérati, Zaora-Yenga, Bafio, Carnot, Sangoua, Bakissa, Bougendui, Cessona, Abo-Boyafé, Abba, Niko, Barbaza, Abo-Bougima, Baboua, Gambougo, Lokoti, Déka, Dahi, Bouar, Batara, Bosoum.

### Capitolo 6: Da Bosoum a Fort Archambault
Continua la spedizione a piedi dal 9 al 24 dicembre e si ferma a:
Bosoum, N'ganamo, Bossa, Bossangoa, Yandakara, Bouca, Batangafo, Fort Archambault.

### Capitolo 7: Fort-Archambault - Fort-Lamy
Termina la spedizione in baleniera lungo il Chari fino al Lago Ciad (dal 25 dicembre al 20 febbraio) e si ferma a:
Fort-Archambault, Boïngar, Fort-Lamy, Goulfeï, Bol, Yakua, Mani, Fort-Lamy .

## Edizioni
- André Gide, Viaggio al Congo e ritorno dal Ciad, Einaudi, 1950.